# 한성호
한성호(1974년 1월 20일 ~ )는 대한민국 FNC 엔터테인먼트의 대주주 겸 대표이사 회장이다. 프로필엔, 1973년생이라 나와있지만 한성호 FNC 엔터테인먼트 대표이사 회장의 원래 생년월일은 FNC 엔터테인먼트의 주식 등의 대량소유상황보고서 공시에 표기되어 있는 생년월일 기준으로 1974년 1월 20일생이다.

## 학력
- 경성고등학교
- 명지대학교 중어중문학과 학사

## 약력
- 명지대학교 중문과 재학시절 대학교수를 꿈꾸었던 평범한 학생이었다. 그의 운명을 바꿔놓은 것은 명지대 음악 밴드‘화이트홀스(백마)’였다. 그는 교내 밴드동아리에서 활동한 이력이 있다.
- 자신의 회사(구 F&C뮤직)에 소속되어 있는 FT아일랜드(이홍기), 씨엔블루(정용화)가 출연하고 있는 SBS 《미남이시네요》 7회에서 까메오로 출연했다. 유일하게 버즈에 이어서 아이돌밴드를 만든 FT아일랜드, 씨엔블루를 무서운 신인으로 만들어 각종 1위, 상위권 차트를 휩쓸었다.

## 데뷔
- 1999년 한성호 1집 앨범 GOODBYEDAY

## 경력
- 2002년 그룹 비이 (Be) 멤버
- 2006년~현재 FNC 엔터테인먼트 대표이사 회장(CEO)

## 솔로 앨범
- 1999년 11월 23일 한성호 1집 GOODBYEDAY

발매사: (주)예전미디어
기획: 행텐 엔터테인먼트
수록곡
- 1. 추상 (Title)
  2. Goodbye Day (슬픈 독백)
  3. Fall In Love
  4. 작은 부탁
  5. Saturday Night
  6. 착각
  7. 바보삼형제
  8. 용서(容恕)
  9. 아직 넌 내 눈물인걸
  10. Say Say Say

- 2002년 11월 1일 한성호 2집 Sad Clover

발매사: (주)웅진코웨이 (PLYZEN 레이블)
기획: 행텐 엔터테인먼트
수록곡
- 1. Prelude
  2. 아무것도
  3. 내가 세상에 없을 때 (Title)
  4. 변명
  5. Promise (Acoustic Ver.)
  6. Kiss Kiss
  7. 배려
  8. 이별
  9. 이제 부터라도
  10. Day
  11. Happening
  12. 나는요
  13. Promise (MBC 수목미니시리즈 로망스 O.S.T)
  14. 아무것도 (Inst.)
  15. 추상 (Bonus Track)

## 출연작
- 음악
  - 1999년 12월 25일 MBC 《생방송 음악캠프》: 한성호 - Goodbye Day (슬픈 독백)
  - 2002년 11월 23일 MBC 《생방송 음악캠프》: 한성호 - 내가 세상에 없을 때
- 드라마
  - 2009년 SBS 드라마 《미남이시네요》 깜짝 출연(7회)
  - 2011년 MBC 드라마 《넌 내게 반했어》
- 예능 프로그램
  - 1999년 SBS 예능 《호기심 천국》 게스트 출연
  - 2013년, 2014년 tvN 예능 《청담동 111》 / 《청담동 111 - N.Flying 스타가 되는 길》
  - 2015년, 2016년 SBS 예능 《동상이몽, 괜찮아 괜찮아》 게스트 출연
  - 2016년 Mnet 《슈퍼스타K 2016》 심사 위원으로 출연

## 수상
- 2011년 한국연예제작자협회(KEPA) 한국콘텐츠진흥원장 공로패
- 2011년 제1회 한국음악저작권대상 락부문 작사가상
- 2013년 제27회 골든디스크 어워즈 음반부문 제작자상

## 작사 참여
- FT아일랜드 - 사랑후愛, 한사람만(공동), 바래(공동), 등등
- 씨엔블루 - 외톨이야, LOVE, 직감 등등
- 씨야 - 사랑아, 이별해보기, 나 없이도, Loving You 등등
- SF9 - 팡파레, 쉽다, 등등
- 체리블렛 - Q&A, 네가 참 좋아 (Really Really), 무릎을 탁 치고 (Hands Up)
- 드라마 OST - 온에어, 미남이시네요, 넌 내게 반했어, 풀하우스 등이 있다.

## 같이 보기
- F&C 뮤직
- FNC 엔터테인먼트
- F.T 아일랜드
- 씨엔블루
- M시그널
- 오원빈
- 주니엘
- AOA
- 엔플라잉
- 한승훈